# Oi Polloi
Oi Polloi är ett anarkopunkband från Skottland. Bandet bildades 1981 och namnet kommer av grekiskans hoi polloi (Οι πολλοί), som betyder ungefär massa eller pöbeln.

## Diskografi (urval)
Studioalbum
- Last Of The Mohicans (1984) (självutgivet, kassett)
- Destroi The System! (1985) (självutgivet, kassett)
- Unlimited Genocide (1986) (delat album med A.O.A.)
- Skins 'N' Punks - Volume Two (1987) (delat album med Betrayed)
- Unite And Win! (1987)
- Mad As Fuck L.P. (1987) (delat album med Toxik Ephex)
- In Defence Of Our Earth (1990)
- Fuaim Catha (1999)
- Ar Ceòl Ar Cànan Ar-A-Mach (2006)
- Dúisg! (2012)
- Saorsa (2016)
- Unfinished Business (2017)

Livealbum
- Recorded Live (1988) (delat album med Comrade)
- To Resist Is Our Duty When Injustice Is Law (Live In Berlin) (1993)
- Germany, 21/10/96 (1996) (kassett)
- Koncert Którego Nie Było (1997) (utgivet i Polen)
- Live At Mknz Il, Bristica, Slovenija Oct 2nd 1998 (1998) (utgivet i Slovenia)
- Live In Rzeszów (1998) (utgivet i Polen)

Samlingsalbum
- Outraged By The Atomic Menace (1990)
- Total Anarchoi (The Live And Studio Collection) (1992)
- Fight Back (1995)
- Six Of The Best (2001)
- Outraged By The System (2002)
- Alive & Kicking (2003)
- Total Resistance To The Fucking System (2006)
- Pigs For Slaughter (2006)
- SS Politician (2010)

EPs
- Green Anarchoi / Angry Songs (1985) (delad EP med Martial Law)
- Resist The Atomic Menace (1986)
- Outrage (1988)
- Omnicide....	 (1991)
- Oi Polloi (1994)
- Guilty (1994)
- Oi Polloi / Blownapart Bastards (delad EP)	 (1994)
- Punx 'N' Skins EP (1996)
- T.H.C. (1999)
- Let The Boots Do The Talking! (1999)
- Carson ? (2003)
- Oi Polloi / Heavenly Peace (delad EP med Nikmat Olalim) (2006)
- Mind The Bollocks (2007)
- Cyklopen Benefit E.P. (delad EP med Kansalaistottelemattomuus) (2010)
- Oi Polloi / Appalachian Terror Unit (delad EP) (2011)
- Oi Polloi / Na Gathan  (delad EP) (2012)
- Multiple Oi-Gasm (2013)
- Oi Polloi / Common Enemy (delad EP) (2015)
- Split EP (delad EP med Grand Collapse) (2015)
- Destroi Phallocentricity / Dopamine (delad EP med Mantilla) (2016)
- No One Is Illegal (delad EP med Antibastard) (2016))
- Oi Polloi / Fatal Blow (delad EP) (2017)
- Oi Polloi / Hergian (delad EP) (2017)

Singlar
- "Donald Trump - Fuck You!" / "UK 2017" (2017)
- "Donald Trump - Fuck You!" (maxi-singel) (2018)
- "Resist Dance" / "We Must Fight The System" (2018)